# Eddie Peng

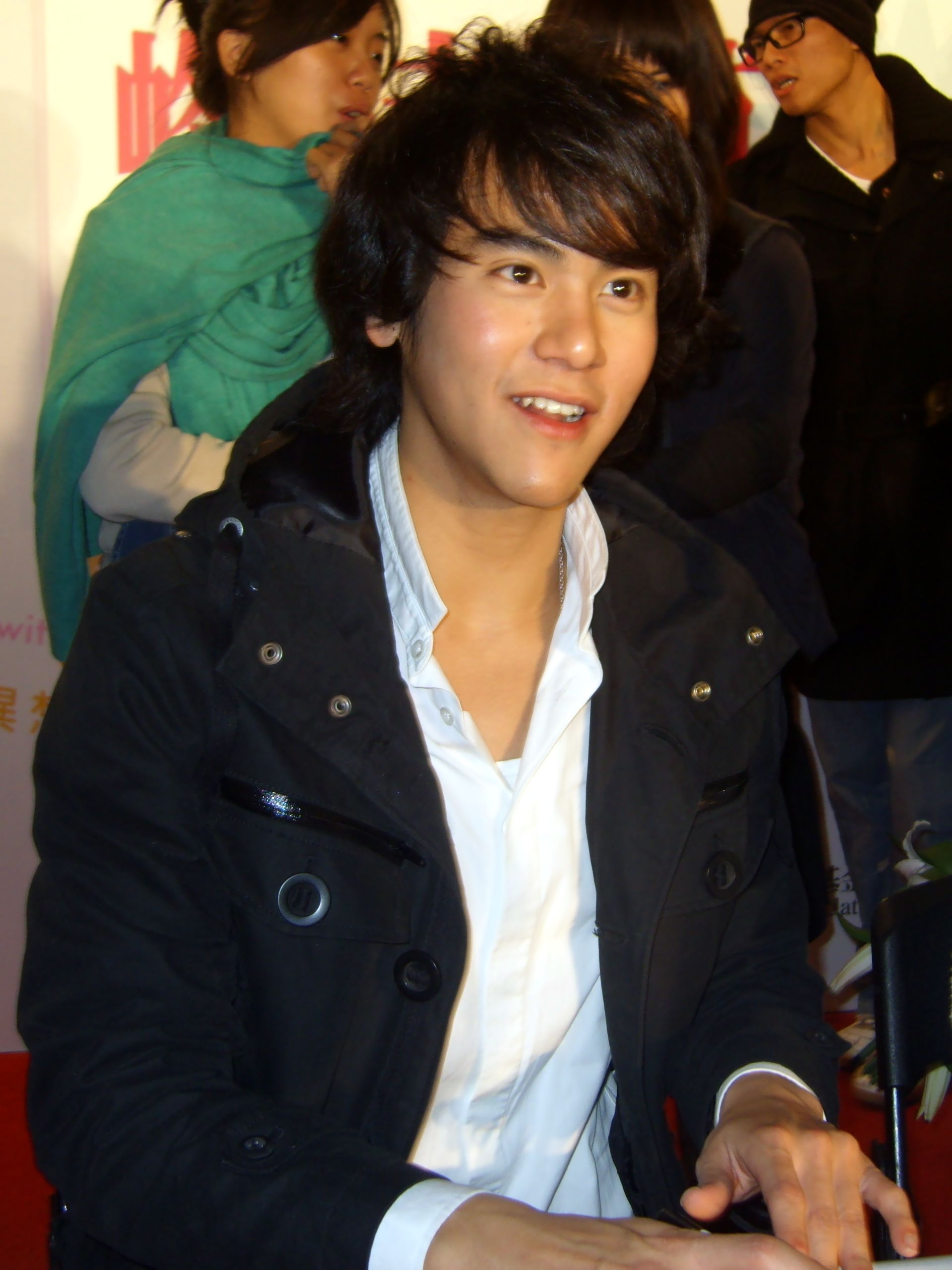
Eddie Peng 2008

Eddie Yu-yen Peng (chinesisch 彭于晏, Pinyin Péng Yúyàn, W.-G. P’eng Yü-yen; * 24. März 1982 im Landkreis Penghu) ist ein taiwanisch-kanadischer Schauspieler, Sänger und Model. Er verfügt über die doppelte Staatsbürgerschaft Taiwans und Kanadas.

## Karriere

### 2002–2008: Anfänge
Peng zog im Alter von 13 Jahren nach Vancouver. Im Jahr 2000 schloss er dort die Sir Winston Churchill Secondary School ab und begann ein Wirtschaftsstudium an der University of British Columbia, das er jedoch zugunsten seiner Schauspielkarriere vorzeitig abbrach. Er startete diese mit einer Rolle in der Serie The White Paper of Love (2002) von Yang Daqing, für die er während eines Urlaubs in Taiwan gecastet wurde. Die Serie basiert auf der japanischen Mangaserie Asunaro Hakusho von Fumi Saimon.
2003 erhielt er eine Hauptrolle in der Serie Scent of Love. In When Dolphin Met Cat spielte er 2005 einen autistischen Jugendlichen. Vor den Dreharbeiten bereitete Peng sich einen Monat lang auf den Umgang mit Delfinen vor. Im selben Jahr trat er in der populären chinesischen Serie Chinese Paladin in Erscheinung, was ihm verstärkte Aufmerksamkeit in Festlandchina einbrachte. Gleichzeitig debütierte der Schauspieler auch im Kino; eine erste bedeutende Rolle hatte er in Exit No.6 (2006) von Yu-Hsien Lin. Seitdem wandte er sich verstärkt dem Filmgeschäft zu. 2007 wurde Peng beim Golden Horse Film Festival für My DNA Says I Love You als bester neuer Schauspieler nominiert.

### 2009–2010: Rechtsstreit
2009 war Peng in einen Rechtsstreit mit seinem früheren Manager verwickelt, was einen Karriereknick bedeutete. Dennoch spielte er im Film Hear Me von Fen-Fen Cheng eine Hauptrolle. Der Film wurde im Zusammenhang mit den Sommer-Deaflympics 2009 veröffentlicht und war der einspielstärkste Film aus taiwanischer Produktion. Nachdem er 2010 den Rechtsstreit erfolgreich beigelegt hatte, veröffentlichte er als Sänger bei Avex seine erste EP It Has to Be You. Im selben Jahr spielte er die Hauptrolle in Close to You. Für die Darstellung eines Boxers trainierte er drei Monate lang. Beim zweiten Macau International Movie Festival wurde er für die Rolle als bester Schauspieler nominiert.

### 2011–2013: Wachsende Popularität
Peng hatte schließlich 2011 seinen Durchbruch im Jugendfilm Jump Ashin! von Yu-Hsien Lin, wofür er wieder ein intensives Training auf sich nahm. Der Film war bei Kritikern und Publikum erfolgreich und brachte Peng Nominierungen als bester Schauspieler beim 48. Golden Horse Film Festival und dem 13. Taipei Film Festival ein, was einen starken Aufschwung für seine Karriere bedeutete. Danach spielte er in einer Vielzahl verschiedener Rollen, etwa in den Liebesfilmen Love You You und Love, dem Thriller Cold War, sowie den Kung-Fu-Komödien Tai Chi 0 und Tai Chi Hero.
2013 spielte Peng im Actionfilm Unbeatable mit, der in Hong Kong der erfolgreichste Film aus Eigenproduktion war und auch positive Kritiken erhielt. Peng wurde als bester Nebendarsteller beim 33. Hong Kong Film Award und beim 50. Golden Horse Film Festival nominiert. Im selben Jahr stand er in der romantischen Komödie A Wedding Invitation zusammen mit Bai Baihe vor der Kamera. Der Film spielte knapp 200 Mio. Yuan in China ein, was das höchste Einspielergebnis für eine chinesisch-südkoreanische Koproduktion darstellte.

### 2014–heute: Weitere Erfolge
2014 erhielt Peng die Rolle des Wong Fei Hung im Film Rise of the Legend. Auch hierfür durchlief der Schauspieler intensives Kung-Fu-Training. Beim 34. Hong Kong Film Award wurde er erneut als bester Schauspieler nominiert. Im selben Jahr hatte er außerdem Hauptrollen in der Serie Sound of the Desert und dem Film Fleet of Time, die beide sehr erfolgreich waren. Sowohl Pengs Fernseh- als auch seine Filmkarriere erreichten neue Höhepunkte.
Im Jahr 2015 spielte Peng die Hauptrolle eines Radsportlers im Sportfilm To the Fore, der als Beitrag Hongkongs für die Oscarverleihung 2016 ausgewählt wurde. Der Schauspieler wurde aufgrund seiner Rolle auch als erster chinesischer Botschafter des guten Willens für die Tour de France 2015 ausgewählt. An der Seite von Shu Qi war er außerdem im Liebesfilm The Last Women Standing zu sehen.
2016 hatte Peng mit Operation Mekong einen weiteren großen Erfolg vorzuweisen; er spielte einen verdeckten Ermittler an der Seite von Zhang Hanyu. Der Film, der auf wahren Begebenheiten beruht, erhielt gute Kritiken und wurde einer der erfolgreichsten Filme aller Zeiten in China. Weitere Filmrollen in diesem Jahr hatte Peng im Liebesfilm Run for Love (mit Zhang Ziyi), im Thriller Cold War 2, im Kriegsfilm Call of Heroes und in Zhang Yimous Fantasyfilm The Great Wall.
Auch mit einer Hauptrolle in Han Hans Film Duckweed, zusammen mit Deng Chao und Zanilia Zhao, konnte er Erfolg bei Kritik und Publikum feiern. Es folgte eine Rolle in Our Time Will Come von Ann Hui, dem bis dahin erfolgreichsten Film der Regisseurin. Außerdem spielte er im Fantasyfilm Wu Kong die Titelfigur Sun Wukong.

## Filmografie

### Film
- 2005: A Record (记录)
- 2006: Open to Midnight (午夜照相馆)
- 2007: Muddy but Pure White (泥巴色的纯白)
- 2007: Exit No. 6 (六号出口)
- 2007: My DNA Says I Love You (基因决定我爱你)
- 2008: Sleeplessness All Through the Night (公主在台北彻夜未眠)
- 2008: All About Women (女人不坏)
- 2008: My So Called Love (爱的发声练习)
- 2009: Hear Me (听说)
- 2010: Lover’s Discourse (恋人絮语)
- 2010: Close to You (近在咫尺的爱恋)
- 2011: Love You You (夏日乐悠悠)
- 2011: Jump Ashin! (翻滚吧!阿信)
- 2012: LOVE (爱)
- 2012: Tai Chi 0 (太极1：从零开始)
- 2012: Tai Chi Hero (太极2：英雄崛起)
- 2012: Cold War (寒战)
- 2013: A Wedding Invitation (分手合约)
- 2013: Unbeatable (激战)
- 2014: Rise of the Legend (黄飞鸿之英雄有梦)
- 2014: Fleet of Time (匆匆那年)
- 2015: 12 Golden Ducks (12金鸭; Cameo)
- 2015: To the Fore (破风)
- 2015: The Last Women Standing (剩者为王)
- 2016: Run for Love (奔爱)
- 2016: The Bodyguard (我的特工爷爷)
- 2016: Cold War 2 (寒战2)
- 2016: Call of Heroes (危城歼霸)
- 2016: Operation Mekong (湄公河行动)
- 2016: The Great Wall (长城)
- 2017: Duckweed (乘风破浪)
- 2017: Wu Kong (悟空传)
- 2017: Our Time Will Come (明月几时有)
- 2018: Hidden Man (Xie Bu Ya Zheng)
- 2024: Black Dog – Weggefährten (狗阵 / Gou zhen)

### Fernsehen
- 2002: Tomorrow (爱情白皮书)
- 2003: Scent of Love (恋香)
- 2005: I Only Care About You (我只在乎你)
- 2005: Chinese Paladin (仙剑奇侠传)
- 2005: When Dolphin Met Cat (海豚爱上猫)
- 2006: The Young Warriors (少年杨家将)
- 2007: Wayward Kenting (我在垦丁*天气晴)
- 2007: Liao Zhai (聊斋)
- 2008: Honey and Clover (蜂蜜四叶草)
- 2009: The Concerto (协奏曲)
- 2010: My Sassy Girl (牵牛的夏天)
- 2014: Sound of the Desert (风中奇缘)

## Nominierungen

### Film
| Jahr | Auszeichnung/Anlass                | Kategorie                        | Werk                   | Ergebnis  |
| ---- | ---------------------------------- | -------------------------------- | ---------------------- | --------- |
| 2007 | Golden Horse Film Festival         | Bester neuer Schauspieler        | My DNA Says I Love You | Nominiert |
| 2010 | Macau International Movie Festival | Bester Schauspieler              | Close To You           | Nominiert |
| 2011 | Taipei Film Festival               | Bester Schauspieler              | Jump Ashin!            | Nominiert |
| 2011 | Golden Horse Film Festival         | Bester Schauspieler              | Jump Ashin!            | Nominiert |
| 2012 | Chinese Film Media Awards          | Herausragender Schauspieler      | Jump Ashin!            | Nominiert |
| 2012 | Changchun Film Festival            | Bester Schauspieler              | Jump Ashin!            | Nominiert |
| 2013 | Chinese Film Media Awards          | Herausragende Schauspielleistung | Cold War               | Nominiert |
| 2013 | Golden Horse Film Festival         | Bester Nebendarsteller           | Unbeatable             | Nominiert |
| 2014 | Chinese Film Media Awards          | Herausragende Schauspielleistung | Unbeatable             | Nominiert |
| 2014 | Hong Kong Film Award               | Bester Nebendarsteller           | Unbeatable             | Nominiert |
| 2014 | Changchun Film Festival            | Bester Nebendarsteller           | Unbeatable             | Nominiert |
| 2014 | Hundred Flowers Award              | Bester neuer Schauspieler        | Cold War               | Nominiert |
| 2015 | Chinese Film Media Awards          | Herausragende Schauspielleistung | Rise of the Legend     | Nominiert |
| 2015 | Hong Kong Film Award               | Bester Schauspieler              | Rise of the Legend     | Nominiert |
| 2015 | Macau International Movie Festival | Bester Schauspieler              | To the Fore            | Nominiert |

### Fernsehen
| Jahr | Auszeichnung      | Kategorie              | Werk                  | Ergebnis  |
| ---- | ----------------- | ---------------------- | --------------------- | --------- |
| 2006 | Golden Bell Award | Bester Nebendarsteller | I Only Care About You | Nominiert |
| 2008 | Golden Bell Award | Best Schauspieler      | Wayward Kenting       | Nominiert |

## Belege
1. ↑  SWC Biography. In: Tribes. 18. März 2007, archiviert vom Original (nicht mehr online verfügbar) am 2. April 2015; abgerufen am 7. November 2017 (englisch).
2. ↑  独家专访彭于晏：当你流泪，就成了真正的男人. In: Mtime.com. 11. April 2013, archiviert vom Original (nicht mehr online verfügbar) am 1. März 2017; abgerufen am 7. November 2017 (chinesisch).  Info: Der Archivlink wurde automatisch eingesetzt und noch nicht geprüft. Bitte prüfe Original- und Archivlink gemäß Anleitung und entferne dann diesen Hinweis.
3. ↑  《海豚爱上猫》香港开播 彭于晏不怕与明道相比. In: Sina.com. 4. Juli 2006, abgerufen am 7. November 2017 (chinesisch).
4. ↑  策划：《Love》台湾新生代明星养成记. In: Sina.com. 16. Februar 2012, abgerufen am 7. November 2017 (chinesisch).
5. 1 2  第44届台湾电影金马奖完全提名名单. Sohu, 13. November 2007, abgerufen am 7. November 2017 (chinesisch).
6. ↑  Ho Yi: FILM REVIEW: A love story in silence. In: Taipei Times. 28. August 2009, abgerufen am 7. November 2017 (englisch).
7. ↑  《听说》上映3天突破160万 再现《海角》奇迹. Sohu, 1. September 2009, abgerufen am 7. November 2017 (chinesisch).
8. 1 2  澳门国际电影节今开幕 彭于晏想称帝有得拼. NetEase, 7. Dezember 2010, abgerufen am 7. November 2017 (chinesisch).
9. ↑  《阿信》幕后花絮曝光 不一样彭于晏挑战人体极限. 9. Dezember 2011, archiviert vom Original (nicht mehr online verfügbar) am 1. März 2017; abgerufen am 7. November 2017 (chinesisch).
10. ↑  《翻滚吧！阿信》五大看点 彭于晏挑战极限. In: MTime.com. 9. Dezember 2011, archiviert vom Original (nicht mehr online verfügbar) am 14. November 2017; abgerufen am 7. November 2017 (chinesisch).  Info: Der Archivlink wurde automatisch eingesetzt und noch nicht geprüft. Bitte prüfe Original- und Archivlink gemäß Anleitung und entferne dann diesen Hinweis.
11. ↑  ‘Unbeatable’ Earns Its Name at Hong Kong Box Office. In: WSJ.com. 3. Januar 2014, abgerufen am 7. November 2017 (englisch).
12. ↑  宗师14提名领跑金像奖 章子怡汤唯争后. In: Sina.com. 5. Februar 2014, abgerufen am 7. November 2017 (chinesisch).
13. ↑  第50届台湾电影金马奖完整入围名单. 1. Oktober 2013, abgerufen am 7. November 2017 (chinesisch).
14. 1 2  Michelle da Silva: Vancouver Taiwanese Film Festival: Jump Ashin! is a high-kicking sports drama. In: Straight.com. 29. Juni 2012, abgerufen am 8. November 2017 (englisch).
15. ↑  Han Bingbin: A touch of Seoul in Chinese films. In: China Daily. 11. Dezember 2014, abgerufen am 7. November 2017 (englisch).
16. ↑  Eddie Peng to play Wong Fei-hung in new film. In: Sina.com. 21. August 2013, abgerufen am 7. November 2017 (englisch).
17. ↑  第34届香港金像奖提名公布 汤唯赵薇周迅争影后. Sohu, 1. März 2017, abgerufen am 7. November 2017 (chinesisch).
18. ↑  彭于晏“男神影视季” 大小荧屏三连发见证进化史. 17. September 2014, archiviert vom Original (nicht mehr online verfügbar) am 1. März 2017; abgerufen am 7. November 2017 (chinesisch).
19. ↑  Karen Chu: Oscars: Hong Kong Picks ‘To the Fore’ for Foreign-Language Category. In: HollywoodReporter.com. 21. September 2015, abgerufen am 7. November 2017 (englisch).
20. ↑  Heidi Hsia: Eddie Peng elected goodwill ambassador of Tour de France. Yahoo, abgerufen am 7. November 2017 (englisch).
21. ↑  滕华涛《剩者为王》主演确定 舒淇彭于晏上演姐弟恋. In: Ifeng.com. 18. Dezember 2014, abgerufen am 7. November 2017 (chinesisch).
22. ↑  Eddie Peng to star in new action thriller. China News Service, 26. August 2016, abgerufen am 7. November 2017 (englisch).
23. ↑  Movie insiders discuss ‘Operation Mekong’ success. China Central Television, 3. November 2016, abgerufen am 7. November 2017 (englisch).
24. ↑  Silvia Wong: ‘Operation Mekong’ soars at China box office. In: Screen Daily. 10. Oktober 2016, abgerufen am 7. November 2017 (englisch).
25. ↑  Heidi Hsia: Zhang Ziyi and Eddie Peng in new movie. In: Yahoo News. 19. März 2015, abgerufen am 7. November 2017 (englisch).
26. ↑  May Seah: Eddie Peng: It’s more interesting to play the pirate in Cold War 2. In: Today Online. 6. Juli 2016, abgerufen am 7. November 2017 (englisch).
27. ↑  Josh Whittington: Could The Great Wall star Eddie Peng be the next Bruce Lee? In: Dailytelegraph.com.au. 13. August 2016, abgerufen am 7. November 2017 (englisch).
28. ↑  Peter Martin: Chinese Duckweed Features Eddie Peng, Deng Chao in New Trailer. In: Screen Anarchy. 20. Juni 2016, abgerufen am 7. November 2017 (englisch).
29. ↑  Patrick Brzeski: China Box Office: ‘xXx: Return of Xander Cage’ Opens to Massive $61.9M. In: HaollywoodReporter.com. 12. Februar 2017, abgerufen am 7. November 2017 (englisch).
30. ↑  Maggie Lee: Film Review: ‘Duckweed’. In: Variety. 22. Februar 2017, abgerufen am 7. November 2017 (englisch).
31. ↑  Zhang Rui: Ann Hui’s new war epic marks HK’s return to China. In: China.org.cn. 10. Februar 2017, archiviert vom Original (nicht mehr online verfügbar) am 10. Februar 2017; abgerufen am 8. November 2017 (englisch).
32. ↑  Xu Fan: Ann Hui’s latest film wins critical acclaim. In: China Daily. 7. Juli 2017, abgerufen am 7. November 2017 (englisch).
33. ↑  JJ Bona: Eddie Peng sets the screen on fire in Derek Kwok’s ‘WuKong’. In: cityonfire.com. 9. Juni 2017, abgerufen am 7. November 2017 (englisch).
34. ↑  Taipei Golden Horse Film Festival (2011). In: YesAsia.com. Abgerufen am 8. November 2017 (englisch).
35. ↑  第12届华语电影传媒大奖 The 12th Chinese Film Media Awards  2012. In: MTime.com. Archiviert vom Original (nicht mehr online verfügbar) am 8. November 2017; abgerufen am 8. November 2017 (chinesisch).  Info: Der Archivlink wurde automatisch eingesetzt und noch nicht geprüft. Bitte prüfe Original- und Archivlink gemäß Anleitung und entferne dann diesen Hinweis.
36. ↑  2012 Changchun Film Festival. In: Chinese Movies. Abgerufen am 8. November 2017 (englisch).
37. ↑  第13届华语电影传媒大奖 The 13th Chinese Film Media Awards 2013. In: MTime.com. Archiviert vom Original (nicht mehr online verfügbar) am 13. Oktober 2017; abgerufen am 8. November 2017 (chinesisch).  Info: Der Archivlink wurde automatisch eingesetzt und noch nicht geprüft. Bitte prüfe Original- und Archivlink gemäß Anleitung und entferne dann diesen Hinweis.
38. ↑  Taipei Golden Horse Film Festival (2013). In: YesAsia.com. Abgerufen am 8. November 2017 (englisch).
39. ↑  第14届华语电影传媒大奖 The 14th Chinese Film Media Awards 2014. In: MTime.com. Archiviert vom Original (nicht mehr online verfügbar) am 4. November 2017; abgerufen am 8. November 2017 (chinesisch).  Info: Der Archivlink wurde automatisch eingesetzt und noch nicht geprüft. Bitte prüfe Original- und Archivlink gemäß Anleitung und entferne dann diesen Hinweis.
40. ↑  Hong Kong Films Awards (2014). In: YesAsia.com. Abgerufen am 8. November 2017 (englisch).
41. ↑  2014 Changchun Film Festival. In: Chinese Movies. Abgerufen am 8. November 2017 (englisch).
42. ↑  Hundred Flowers Awards (2014). In: YesAsia.com. Abgerufen am 8. November 2017 (englisch).
43. ↑  第15届华语电影传媒大奖 The 15th Chinese Film Media Awards 2015. In: MTime.com. Archiviert vom Original (nicht mehr online verfügbar) am 8. November 2017; abgerufen am 8. November 2017 (chinesisch).  Info: Der Archivlink wurde automatisch eingesetzt und noch nicht geprüft. Bitte prüfe Original- und Archivlink gemäß Anleitung und entferne dann diesen Hinweis.
44. ↑  Hong Kong Films Awards (2015). In: YesAsia.com. Abgerufen am 8. November 2017 (englisch).
45. ↑  2015 Macau International Movie and TV Festival. In: Chinese Movies. Abgerufen am 8. November 2017 (englisch).
46. ↑  Golden Bell Awards (2006). In: YesAsia.com. Abgerufen am 8. November 2017 (englisch).
47. ↑  Golden Bell Awards (2008). In: YesAsia.com. Abgerufen am 8. November 2017 (englisch).

| Personendaten    | Personendaten |
| ---------------- | --- |
| NAME             | Peng, Eddie |
| ALTERNATIVNAMEN  | Peng, Eddie Yu-yen (vollständiger Name); 彭于晏 (chinesisch); Peng, Yuyan (chinesisch); Peng, Yu-yen (chinesisch); Peng, Yu Yan (chinesisch) |
| KURZBESCHREIBUNG | taiwanisch-kanadischer Schauspieler, Sänger und Model                                                                                        |
| GEBURTSDATUM     | 24. März 1982 |
| GEBURTSORT       | Landkreis Penghu |